# Torre de Sant Francesc
La Torre de Sant Francesc és una antiga torre de defensa del terme d'Andratx (Mallorca) situada al Port d'Andratx. Construïda al segle xviii, no gaudeix de la protecció de Bé d'Interès Cultural, i actualment està reconvertida en habitatge.
Formava part d'un extens sistema de vigilància i senyalització de tota la costa mallorquina per combatre la pirateria: tenia la funció de protegir el Port d'Andratx, i només tenia connexió visual amb la torre de la Mola d'Andratx. Va ser la torre que posseïa els canons del calibre més gros de tot Mallorca.

## Nom
Just després que acabassin les obres de construcció, la torre es va beneir i es va posar sota l'advocació de Sant Francesc, i d'aquesta manera rebé el nom de Torre de Sant Francesc. No obstant això, també ha estat coneguda per altres noms. Així, també era coneguda com a Torre Nova del Port, en contraposició a la Torre de la Mola; com a Torre dels Pescadors, en referència als habitants del Port i els que finançaren i construïren la torre; Torre de les Alcoves, en referència als escars del redol; i Torre del Saboner, en referència a les saboneries que antigament hi havia al port. A més, també apareix documentada com a Castell del Port.

## Descripció
Gràcies a les descripcions històriques, entre les quals la del Die Balearen, de l'Arxiduc Lluís Salvador, es pot reconstruir la fesomia original de la torre. Es tracta d'una torre quadrada feta de mitjans de marès, originàriament vists, formada per dos cossos dividits per un cordó que l'envolta i situada damunt un sòcol d'anivellació: el cos inferior és massís, i té un repeu atalussat; l'inferior és buit, i el conforma una cambra coberta de volta de canó amb una escala de caragol que portava al terrat. El portal d'accés, de mig punt, era defensat per un matacà. Al terrat hi havia una tronera i diverses espilleres repartides en tres flancs.
Actualment, la torre està situada a segona línia, al núm. 9 del carrer de Rodríguez Acosta, i fa part d'un habitatge. Tot i que està mimetitzada entre els edificis, és perfectament recognoscible. El cos inferior, que era massís, es va buidar, i actualment hi ha tres estances. A la primera planta, es va suprimir l'escala de caragol, i s'hi obriren finestres. A més, es construí una casa adossada a la torre, i s'obrí un portal per comunicar els dos edificis interiorment. El terrat està cobert per una teulada.

## Història

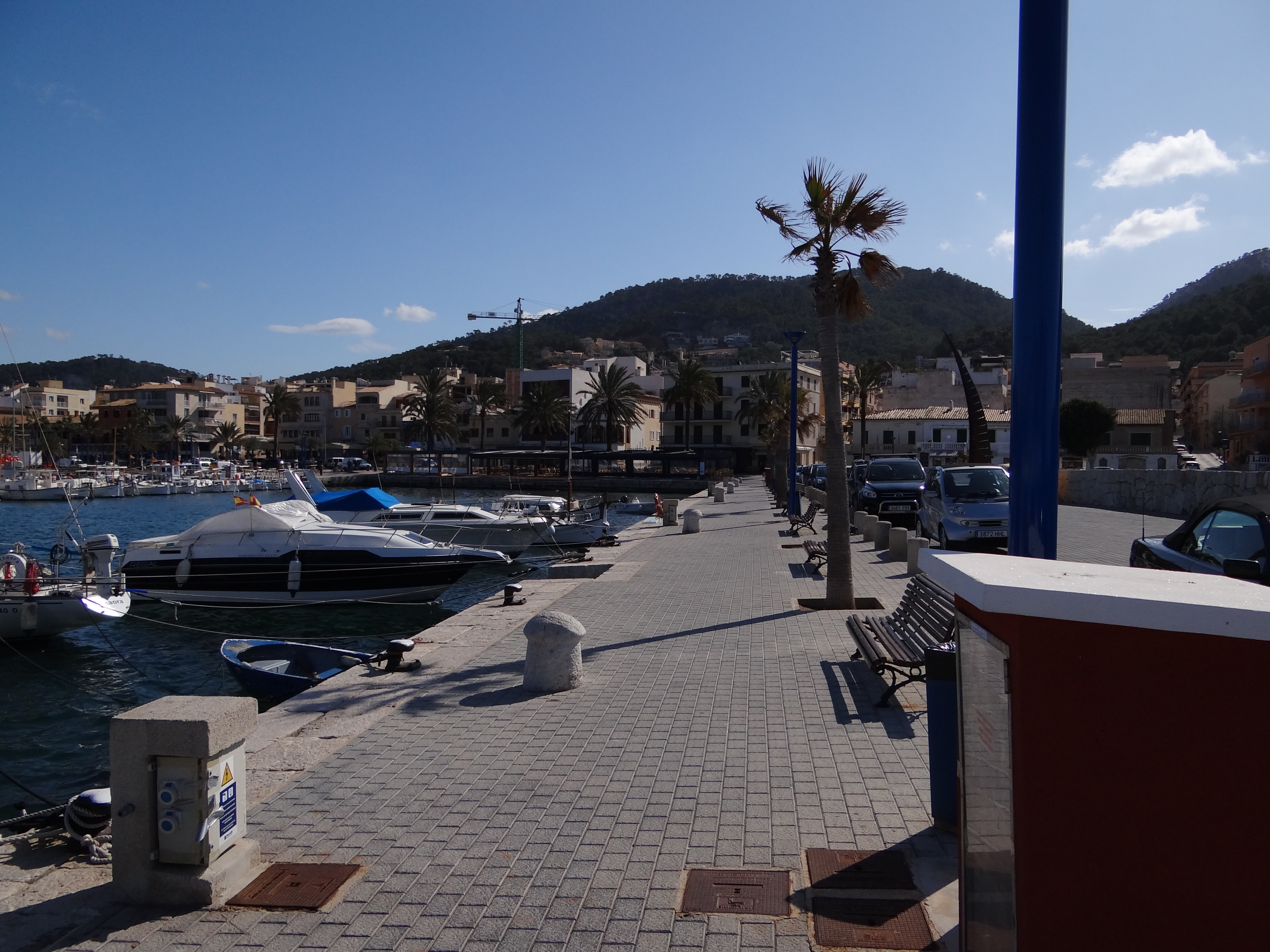
Vistes del nucli del Port; actualment, la torre no és visible.

Al segle xviii, l'amenaça dels corsaris otomans havia disminuït; en canvi, l'amenaça francesa i anglesa sobre Mallorca, després de la Guerra de Successió i el domini anglès de Menorca (i posteriorment també francès), guanyà molt de pes. Davant la importància comercial del Port d'Andratx i la persistència de les amenaces, els pescadors que habitaven al Port decidiren de finançar i construir una torre per protegir el port.
La torre es construí el 1739, i el Rei es comprometé a tenir-hi permanentment dos torrers andritxols pagats pel Reial Compte. Per la defensa del port, s'hi portaren dos canons. El 1740 feu el seu primer servei: dos vaixells britànics s'endinsaren dins el Port, però foren rebutjats pels trets dels torrers. Però el temor als atacs enemics era gran, i el 1755 s'hi portaren dos canons del calibre 24, que són els més grans mai emprats a Mallorca; com que, de feixucs que eren, no es podien posar damunt la torre, i es construí una bateria vora la torre.
A mitjan segle xix, les antigues amenaces s'havien esfumat i, en qualsevol cas, els recursos defensius que oferia la torre havien esdevengut obsolets per les tècniques militars modernes. A més, l'expansió comercial i l'augment demogràfic havien provocat un creixement urbà i el desenvolupament d'una xarxa urbanística al Port; això provocà, en primer lloc, que l'Estat traspassàs la torre (el 1867 o el 1889, segons la font), i, més tard, que la torre fos convertida en habitatge, cosa que la salvà de la destrucció.
Malauradament, la reconversió de la torre en habitatge i la mimetització entre la xarxa urbana feu perdre el record de l'existència de la torre, i no fou inclosa en el decret de 1949 de protecció de castells i fortificacions espanyoles. Per aquest motiu, es tracta de l'únic edifici històric de tipologia militar de Mallorca que no gaudeix de la condició de Bé d'Interès Cultural. El 2007 obtengué, per primera vegada, la condició d'edifici protegit, quan fou inclòs en el catàleg de patrimoni d'Andratx, però el procés per catalogar-la com a Bé d'Interès Cultural encara no s'ha materialitzat.